# Jóannes Eidesgaard
Jóannes Eidesgaard (* 19. dubna 1951) je faerský politik.

## Biografie
Narodil se v obci Tvøroyri na ostrově Suðuroy. Zde též pracoval jako učitel na základní i vyšší škole. Od roku 1990 je členem Løgtingu za sociální demokracii, od roku 1996 zastává funkci předsedy této strany. V letech 1998 až 2001 byl jedním ze dvou faerských poslanců v dánském parlamentu.
V letech 1991 až 1996 zastával různé ministerské funkce v několika koaličních vládách, mezi roky 1994 a 1996 byl vicepremiér. Od 3. února 2004 byl faerským premiérem, tuto funkci zastával krátce i po nových volbách v roce 2008, po zformování nové vládní koalice ale 26. září 2008 přešel do úřadu faerského ministra financí.